# 开元盛世

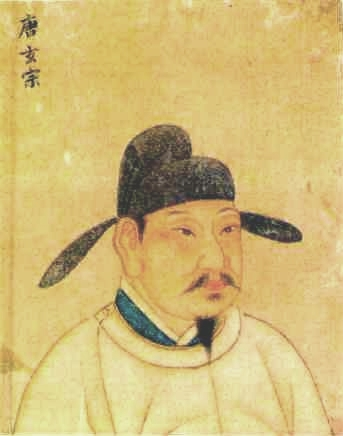
唐玄宗

開元盛世，亦稱為開元之治、開元之隆，或与天宝并称開天盛世，是唐朝在唐玄宗的統治時期所出現的盛世。唐玄宗治國的前三十年以開元作為年號，那時玄宗勵精圖治，並且任用賢能，發展經濟，提倡文教，使得天下大治，大唐国力升至顶峰。所以後世史學家稱其為「開元之治」或「開元盛世」。

## 政績

### 任用賢能
玄宗即位後，先起用姚崇、宋璟為相，其後又用張嘉貞、張說、李元紘、杜暹、韓休、張九齡為相。

### 改革吏治
玄宗採納張九齡的建議，制定官吏的遷調制度。選取京官中有能之士，將其外調為都督刺史，以訓練他們的處事才能及培養行政經驗。同時間，又選取都督刺史中有作為者，將其升為京官。

### 發展經濟
唐玄宗於這段時間甚為節儉，規定三品以下的大臣，以及內宮后妃以下者，不得配戴金玉製作的飾物，並且遣散宮女，以節省開支。他又下令全國各地均不得開採珠玉及製造錦繡，一改武則天以來後宮的奢靡之風。他並命令宇文融清查全國的逃亡戶口及籍外田地，大幅增加唐朝的稅收及兵力來源。通過這些措施，唐朝的財政變得豐裕，而且全國的糧倉充實，致使物價下調，人民豐衣足食。到天寶元年（742年），大唐帝國的人口約4891萬人，可见唐玄宗在位三十年时的治世。
杜佑的《通典·食貨典·歷代盛衰戶口》記載唐玄宗开元十四年（726年）时的盛況：“米斗至十三文，青（治所在今山東青州）、齊（治所在今山東歷城）穀斗至五文。自後天下無貴物。兩京米斗不至二十文，麵三十二文，絹一疋二百一十二文。東至宋（治所在今河南商丘）、汴（治所在今河南開封），西至岐州（治所在今陝西鳳翔），夾路列店肆待客，酒饌豐溢。每店皆有驢，賃客乘，倏忽數十里，謂之驛驢。南詣荊（治所在今湖北江陵）、襄（治所在今湖北襄樊），北至太原（今屬山西）、范陽（今北京），西至蜀川（今四川）、涼府（今甘肅武威），皆有店肆，以供商旅，遠適數千里，不持寸刃。”

### 提倡文教
玄宗為了撰拔人才，親自在殿試考核吏部新錄取的縣令。而且對儒生十分優厚，下令群臣訪求歷朝遺書，共覓得圖書近五萬卷，使唐朝的文化事業邁向頂峰。

### 军制改革和评价
唐玄宗採納張說之提議，實行募兵制，以取代日漸廢弛的府兵制。在开元十年（722年），他親自挑選府兵及壯丁共十二萬人作為京師的宿衛，稱為長從宿衛，之後改稱「彍騎」。
开元二十五年（737年）李林甫排擠掉張九齡後，推動一連串政治軍事改革，首先承認地方的邊境的私募武力，組成了大量的地方職業軍隊（募兵制使得軍隊），是為「長征健兒」（與當初中央的長從宿衛相對，徹底終結了府兵制），成為節度使的實力來源；接著把開元中期開始推行的「專業化」進一步推廣到軍事中，讓專長軍事的异族將帥專任邊境主帥（節度使），不讓漢人出任邊帥，雖然李林甫有其私心，但其革新確實把唐朝的武功推展到另一個高峰：北方與回紇共滅后突厥、東北挫敗契丹（安祿山）、西北分裂削弱突騎施而稱霸西域、西方大敗吐蕃（哥舒翰）。
當中唐玄宗提拔了安祿山、哥舒翰等有能力的外族将领，並在天寶元年（742年）於邊疆地帶設置十大兵鎮，以節度使節制，作為威慑異族與边疆防御的措施。但是这个也给日后爆发的安史之乱种下了祸根。

## 與貞觀之治之比較
貞觀之治時，唐朝百廢待興，雖有所治績，但距「輝煌」還頗遠。但當時唐朝正值方興未艾之際，因此雖歷經政變以及東突厥和高句麗等外患，仍然應付自如。
到了開元之治時，唐朝經過了百年的發展與積累，已臻於极盛，進入了黃金時代。但至天宝年间，唐朝已處於盛極而衰的邊緣。唐玄宗罷免賢相张九龄，任用奸臣李林甫，因此已開始出現腐朽的現象，到安史之亂后即無力回天，結果逐漸走向內亂和滅亡之路。
王夫之《读通鉴论》：“唐自高宗以后，非弑械起于宫闱，则叛臣讧于肘腋，自开元二十余年粗安而外，皆乱日也。”